# حکیم‌آباد (رباط‌کریم)
حکیم‌آباد ، روستایی از توابع بخش مرکزی شهرستان رباط‌کریم در استان تهران ایران است.

## جمعیت
براساس سرشماری مرکز آمار ایران در سال ۱۳۹۵، جمعیت آن ۲۰۰ نفر (۴۸خانوار) بوده‌است.

## محصولات روستا
در این روستا بیشتر جو و بعد از آن بلال(ذرت) و بعد از آن گندم کشت می‌شود.